# Francesco d'Antonio del Chierico
Francesco d'Antonio del Chierico, né à Florence en 1433, mort dans la même ville le 17 octobre 1484, est un enlumineur et orfèvre italien du XVe siècle.

## Éléments biographiques
Son père s'appelait Antonio di Francesco, surnommé il Chierico (« le Clerc »). Comme orfèvre, il s'inscrivit à la « Compagnie de Saint-Paul » (Compagnia di San Paolo) le 12 février 1452 et en fit partie jusqu'à sa mort ; il en fut gouverneur à plusieurs reprises à partir de 1466. Comme miniaturiste, sa réputation était déjà établie en 1455 : cette année-là, il fut chargé d'enluminer un Tite-Live en trois volumes pour le roi Alphonse V d'Aragon (également roi des Deux-Siciles, régnant à Naples). Il dirigea ensuite un atelier très florissant et finit par s'imposer comme le chef de file incontesté de l'école d'enluminure de Florence, artiste favori, en ce domaine, de la famille Médicis. Pour plusieurs commandes, il fut associé au fameux libraire florentin Vespasiano da Bisticci (1421-1498), conseiller des princes italiens de l'époque pour la constitution de leurs bibliothèques. À sa mort, il fut inhumé dans l'oratoire San Niccolò del Ceppo, comme son fils, mort avant lui.

## Œuvres

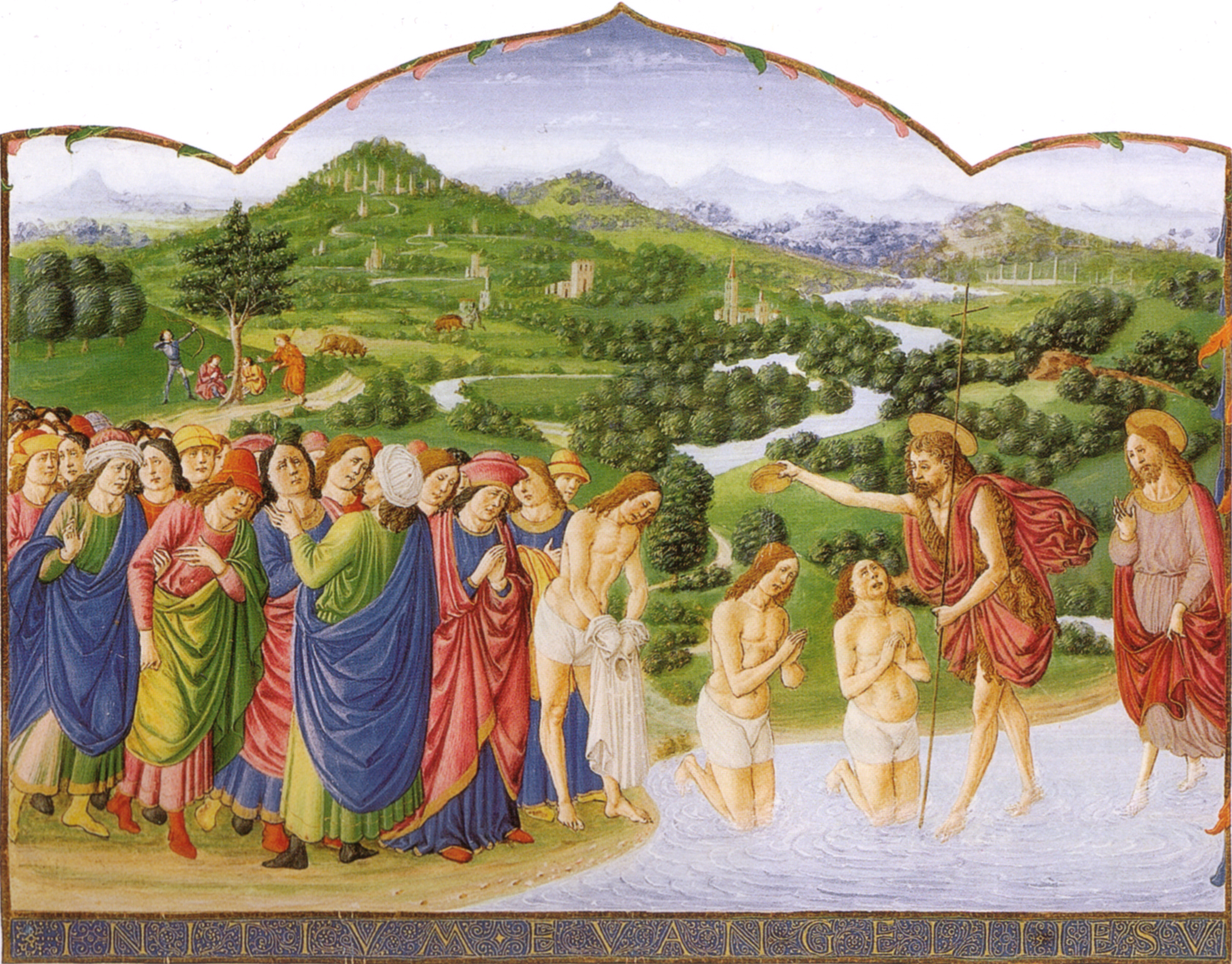
Saint Jean-Baptiste, Urb. lat. 2, fol. 215r.

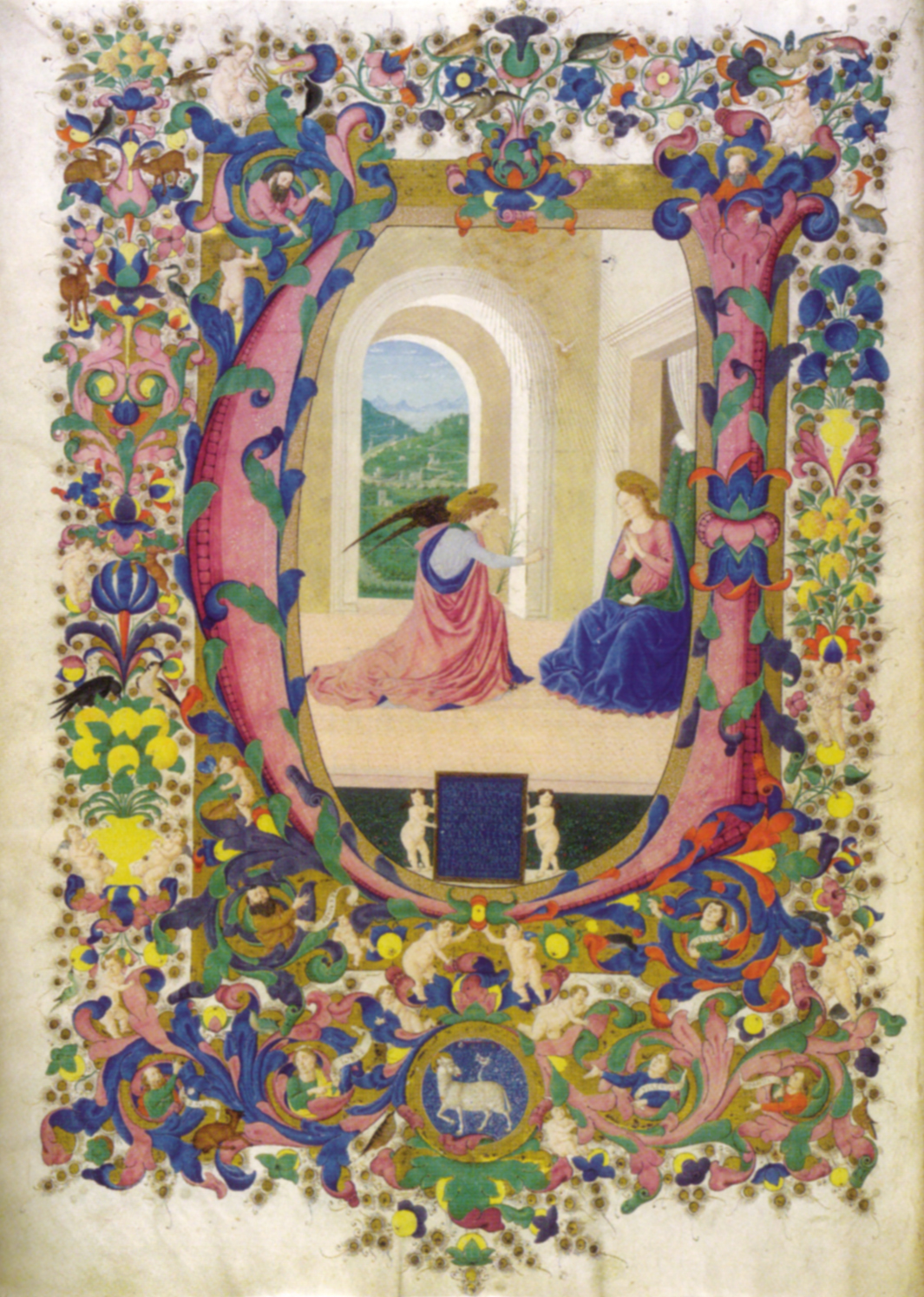
Annonciation, graduel des Edili

On lui doit notamment (à lui et à son atelier):
- les illustrations du Tite-Live en trois volumes d'Alphonse V d'Aragon, commandé en 1455 (Bibliothèque nationale de Florence, Mss. B. R. 34-36) ;
- une partie des illustrations d'un livre d'heures décoré en 1455 en collaboration avec Zanobi Strozzi (New York, collection Alexandre P. Rosenberg) ;
- les illustrations d'un livre d'heures également décoré en 1455, avec une seule miniature (une annonciation) due à Zanobi Strozzi (Florence, Bibliothèque Riccardiana, Ms. 457) ;
- les illustrations d'une Vita di Niccolò V datée également de 1455 (Florence, Bibliothèque Laurentienne, pluteus 66.22) ;
- les illustrations d'un livre de chœur de la cathédrale de Pistoia, exécutées en 1457 pour Donato de Médicis, évêque de cette ville ;
- les illustrations d'un volume de l'Histoire naturelle de Pline l'Ancien, ouvrage réalisé en 1458 pour Pierre Ier de Médicis (Florence, Bibliothèque Laurentienne, pluteus 82.3) ;
- les illustrations d'un Plutarque en deux volumes exécuté également à la même époque pour Pierre Ier de Médicis (Bibliothèque Laurentienne, plutei 65.26 et 62.27), ouvrage d'une qualité particulière, chef-d'œuvre de l'enluminure florentine de cette époque ;
- les illustrations de la Vita Caroli Magni de Donato Acciaiuoli offerte par Cosme de Médicis au roi Louis XI de France à l'occasion de son couronnement en août 1461 (Cambridge, Fitzwilliam Museum, Ms. 180) ;
- une partie des illustrations de la série de livres de chœur commandés en 1461 (à plusieurs artistes, dont également Filippo di Matteo Torelli et Ricciardo di Nanni) par les Médicis pour la Badia Fiorentina (Bibliothèque Laurentienne, Archives de San Lorenzo, B 201, C 202, D 203, F 205, H 207, I 208, K 209), ouvrage d'une qualité remarquable ;
- les illustrations d'antiphonaires commandés en 1463 à Francesco et à Zanobi Strozzi (à l'origine deux, puis quatre) par les « operai »[2] de la cathédrale Santa Maria del Fiore, livrés en 1472 (Strozzi étant mort en 1468), avec la collaboration de Filippo di Matteo Torelli, d'Attavante degli Attavanti, des frères Ghirlandaio (Bibliothèque Laurentienne, Edili 148-151), ouvrage unique par le très grand format des miniatures, comme par leur qualité d'exécution ;
- les illustrations d'une Cosmographie de Ptolémée, traduction latine de Jacopo d'Angelo, ouvrage exécuté pour Borso d'Este vers 1465/70, où Francesco manifeste des compétences de cartographe (Paris, BnF Ms. lat. 4801) ;
- les illustrations d'un volume des Trionfi de Pétrarque, commandé en 1476 par Laurent de Médicis (Paris, BnF Ms. ital. 548) ;
- une partie des illustrations de la « Bible de Frédéric de Montefeltro », en deux volumes, ouvrage exécuté en 1476/78 en collaboration avec son élève Attavante degli Attavanti, avec aussi les frères Ghirlandaio (Bibliothèque vaticane, Urb. lat. 1 et Urb. lat. 2).
- illustration d'un psautier destiné au couvent San Domenico de Fiesole vers 1452 en collaboration avec Zanobi Strozzi, sur commande de Fra Angelico, deux fragments subsistent au musée Condé (inv.DE344-345) et trois autres au Kupferstichkabinett Berlin (inv.1245, 630, 1742)[3]